# لين جونز
لين جونز (بالإنجليزية: Len Jones)‏ (9 يونيو 1913 ببارنسلي في المملكة المتحدة - 1 مارس 1998 بتشيلمسفورد في المملكة المتحدة) هو لاعب كرة قدم بريطاني في مركز نصف الجناح. لعب مع إيبسويتش تاون وكولتشستر يونايتد ونادي بارنسلي ونادي بليموث أرجايل ونادي ساوثيند يونايتد وهدرسفيلد تاون وWombwell F.C. ‏ ونادي تشيلمسفورد.